# シェイクスピアの推定執筆年代
シェイクスピアの推定執筆年代（シェイクスピアのすいていしっぴつねんだい）について解説する。

## 概観
ウィリアム・シェイクスピア作品の創作年代（ならびに劇の場合は初演日）の正確な年表を作ることは、それを裏付ける決定的な証拠がない以上、不可能である。
おそらくほとんどの劇は出版前に上演されたものと思われる。出版に関しては、いくつかの作品は「四折版」で出ていたが、多くは1623年の「ファースト・フォリオ」が出るまで未発表だった。同時代人によるシェイクスピア劇への言及も不足しているし、執筆にあたってのシェイクスピアの役割に関しても諸説がある。
エドモンド・マローン以来、多くの研究者たちがシェイクスピアの年表作成を試みたが、その根拠としたものは、以下のものである。
- 書籍出版業組合記録への登録
- 出版の日付
- 本の表紙の記述
- フランシス・ミアズ（Francis Meres）『知恵の宝庫』（1958年）にあるシェイクスピア劇のリスト
- 同時代人による言及（日記、書簡、など）
- 上演の記録
- その他、印象、スタイルの分析など。

しかし、シェイクスピア別人説を含めたさまざまな立場から、いまだに議論が絶えない。

## 作品別推定年代
書籍出版業組合記録への登録、出版の日付、フランシス・ミアズのリストを元に年代順に並べる。その他の証拠、創作年代説は箇条書きにする。失われた作品、外典は斜体とする。
- ヴィーナスとアドーニス（詩）（1593年4月18日登録/同年出版）
- タイタス・アンドロニカス（1594年2月6日登録/同年出版/1598年『知恵の宝庫』）
  - アーデン版の編者ジョナサン・ベイトは創作年代を1584年から1589年頃だと推定している[1]
- ヘンリー六世 第2部（1594年3月12日登録/同年出版）
  - フィリップ・ヘンスローの日記に1592年3月3日にLord Strange's Menが『ヘンリー六世』を上演したと書かれてある。
- ルークリース凌辱（詩）（1594年5月9日登録/同年出版）
- ヘンリー六世 第3部（1595年出版）
  - 1592年にロバート・グリーンがパロディにしている。
- エドワード三世（1596年出版）
- ロミオとジュリエット（1597年出版/1598年『知恵の宝庫』）
  - アーデン版の編者ブライアン・ギボンズは創作年代を1591年から1595年のいつかと推定している[2]。
- リチャード二世（1597年8月29日登録/1598年出版/1598年『知恵の宝庫』）
- リチャード三世（1597年10月20日登録/同年出版/1598年『知恵の宝庫』）
- 恋の骨折り損（1598年出版/1598年『知恵の宝庫』）
  - アーデン版の編者はじめ多くのは1595年か1596年に書かれたものと推定している[3]。
- ヘンリー四世 第1部（1598年2月25日登録/同年出版/1598年『知恵の宝庫』）
  - ケンブリッジ版の編者ハーバート・ウェイルとジュディ・ウェイルは1597年までに上演されたのは間違いないとしている[4]。
- ヴェニスの商人（1598年7月22日登録/1598年『知恵の宝庫』/1600年出版）
- ヘンリー六世 第1部（1598年登録/1623年出版「ファースト・フォリオ」）
  - 1592年8月登録のトマス・ナッシュ（Thomas Nashe）の戯曲『Pierce Penniless』にタルボット卿を扱った人気劇への言及がある。
  - 『ヘンリー六世 第2部』『第3部』より前に書かれたのなら創作年代はその前になる。
- 間違いの喜劇（1598年『知恵の宝庫』/1623年出版「ファースト・フォリオ」）
  - ミアズのリストでは「Errors」とある。
  - 1594年12月28日に『The Night of Errors』という劇が上演されたという記録がある。
  - オックスフォード版の編チャールズ・ウィトワースは創作年代を1594年と推定している[5]。
- ジョン王（1598年『知恵の宝庫』/1623年出版「ファースト・フォリオ」）
  - オックスフォード版の編者スタンリー・ウェルズとゲイリー・テイラーは創作年代を1595年か1596年と推定している[6]。

『ジョン王の乱世』も参照。
- ヴェローナの二紳士（1598年『知恵の宝庫』/1623年出版「ファースト・フォリオ」）
- 恋の骨折り甲斐（1598年『知恵の宝庫』/失われた戯曲? 他の喜劇の別名?）
  - 長く『じゃじゃ馬ならし』のことではないかと言われてきたが、1603年のクリストファー・ハントの記録では『じゃじゃ馬ならし』と別の作品になっていた[7]。
- 夏の夜の夢（1598年『知恵の宝庫』/1600年10月8日登録/同年出版）
- ヘンリー四世 第2部（1600年登録/同年出版）
- ヘンリー五世（1600年8月14日登録/同年出版）
  - プロローグにエセックス伯によるアイルランド遠征（1599年）への言及がある。
  - オックスフォード版の編者はエセックス伯の言及から創作年代を1599年初め頃と推定している[8]。
- お気に召すまま（1600年8月4日登録/1623年出版「ファースト・フォリオ」）
- 空騒ぎ（1600年出版）
  - ノートン版の編者は初演を1598年から1599年の秋か冬と推定している[9]。
- 不死鳥と雉鳩（詩）（1601年出版）
- ウィンザーの陽気な女房たち（1602年1月18日登録/同年出版）
- ハムレット（1602年7月26日登録/1603年出版）
  - 登録の際「最近上演」とされていた。

『原ハムレット』も参照。
- トロイラスとクレシダ（1603年2月7日登録/1609年出版）
- リア王（1606年12月26日登録/1608年出版）
  - 創作年代は普通1603年から1606年の間とされるが、アーデン版の編者R.A. Foakesは1605年から1606年と推定している[10]。

『レア王』も参照。
- アントニーとクレオパトラ（1608年5月登録/1623年出版「ファースト・フォリオ」）
- ペリクリーズ（1609年出版）
- ソネット集（1609年出版）
- オセロ（1621年10月6日登録/1622年出版）
  - 1604年11月1日にホワイトホール宮殿で上演したとの記録がある。
  - 文体論的に見て、創作年代は一般に1603年か1604年とされるが、1601年か1602年とする意見もある[11]。
- じゃじゃ馬ならし（1623年出版「ファースト・フォリオ」）
  - フィリップ・ヘンスローの1594年6月13日の日記に『the Tamynge of A Shrowe』という劇の上演のことが書かれている。
  - 1603年のクリストファー・ハントのリストに入っている。
  - リヴァーサイド版の編者は創作年代を1590年から1594年の間と推定している[12]。
- ジュリアス・シーザー（1623年出版「ファースト・フォリオ」）
  - 1599年9月21日にロンドンのグローブ座でこの劇を見たとトマス・プラッターが言及している[13]。
- 十二夜（1623年出版「ファースト・フォリオ」）
  - 法学生ジョン・マニンガムは1602年2月2日に法曹院の1つMiddle Templeでこの劇を見たと書いている[14]。
- マクベス（1623年出版「ファースト・フォリオ」）
  - 1611年4月にグローブ座でこの劇を見たとサイモン・フォアマンは書いている[15]
  - 多くの研究家は1603年から1606年の間に書かれたと信じている[16][17]
- 尺には尺を（1623年出版「ファースト・フォリオ」）
  - 1604年12月26日に上演されたという記録がある。
- シンベリン（1623年出版「ファースト・フォリオ」）
  - 1611年の春にこの劇を見たとサイモン・フォアマンは書いている。
- テンペスト (シェイクスピア)（1623年出版「ファースト・フォリオ」）
  - 1611年11月1日にホワイトホール宮殿のジェームズ1世の御前で国王一座によって上演されたという記録がある。
- 終わりよければ全てよし（1623年出版「ファースト・フォリオ」）
- 冬物語（1623年出版「ファースト・フォリオ」）
  - 1611年11月5日に王宮で上演されたという記録がある。
  - 多くの評論家は創作年代を1610年か1611年としている[18]。
- ヘンリー八世（1623年出版「ファースト・フォリオ」）
  - 1613年6月29日にこの劇を上演していてグローブ座が全焼したという記録が多数ある。
- コリオレイナス（1623年出版「ファースト・フォリオ」）
- アテネのタイモン（1623年出版「ファースト・フォリオ」）
- 二人の貴公子（1634年4月8日登録/同年出版）
  - 1614年のベン・ジョンソンの戯曲『バーソロミューの市』に主人公パラモンへの言及がある。
- カルデーニオ（1653年9月9日登録）
  - 1613年に国王一座が上演したという記録がある。